# Myoporeae
Myoporeae, tribus strupnikovki, dio potporodice Myoporoideae. Sastoji se od 5 rodova (3 monotipična) sa preko 270 vrsta, tipični je mijoporum (Myoporum) sa 31 vrstom drveća i grmova iz Australije, Nove Gvineje, Novog Zelanda, Oceanije i Mauricijusa.
Budući da je stara porodica Myoporaceae potisnuta integracijom u Scrophulariaceae u obliku tribusa, njen sastav se mijenjao i bilo je različitih promjena kako su provođena filogenetska istraživanja, od sedam rodova Bontia, Calamphoreus, Diocirea, Eremophila, Glycocystis, Myoporum i Pentacoelium do sadašnja pet, nakon što su Calamphoreus i Diocirea integrirani u Eremophila, a Pentacoelium u Myoporum.

## Rodovi
1. Tribus Myoporeae Rchb.
  1. Androya H. Perrier (1 sp.)
  2. Bontia L. (1 sp.)
  3. Eremophila R. Br. (241 spp.)
  4. Glycocystis Chinnock (1 sp.)
  5. Myoporum Banks & Sol. ex G. Forst. (31 spp.)